# Zuzana Borošová
Zuzana Borošová (née le 26 août 1988), également connue sous le nom de Zuzana Cibičková, est une joueuse d'échecs slovaque qui détient le titre FIDE de grand maître international féminin. Elle remporte le championnat féminin de Slovaquie d'échecs en 2014.

## Biographie
De 2006 à 2008, Borošová remporte trois fois de suite les Championnats d'échecs juniors slovaques chez les femmes de moins de vingt ans.
En 2008, elle finit troisième du championnat féminin de Slovaquie d'échecs, qu'elle remporte en 2014.
Borošová représente la Slovaquie aux Olympiades féminines d'échecs en 2004, en 2006, en 2012 et en 2018,. En 2004 et 2006, elle représente également son pays aux championnats d'Europe féminins des moins de 18 ans.
En 2008, Borošová reçoit le titre FIDE de maître international féminin et en 2011 le titre de grand maître international féminin.